# Fredrik Ullén
Fredrik Ullén, né le 13 avril 1968 à Västerås, est un pianiste suédois.

## Biographie
Fredrik Ullén étudie le piano d'abord à l'École royale supérieure de musique de Stockholm avec Gunnar Hallhagen et Irène Mannheimer, puis avec Liisa Pohjola à l'Académie Sibelius d'Helsinki.
Ses enregistrements en soliste incluent une intégrale de Ligeti et une série de transcriptions de Chopin. Depuis 2006, il enregistre les Études transcendantes (100) de Sorabji pour BIS. Pour le même label, il a également enregistré Trinity de George Flynn, une œuvre qui dure plus de deux heures.
Il a enregistré une vingtaine de disques pour les maisons de disques BIS, BMG Classics, Caprice, Danacord, dbProductions et Phono Suecia.
Fredrik Ullén, docteur de l'Institut Karolinska, est également professeur associé en neurosciences cognitives (lié à la musique), depuis 2006 et nommé professeur depuis 2010. Il est également associé à des projets de recherche à l'institut du cerveau de Stockholm et membre du conseil scientifique du Centre européen de musique.

## Écrits
- (en) Fredrik Ullén, Neural mechanisms for the visual control of spatial orientation and locomotion: electrophysiological and behavioural studies of the supraspinal control of posture and steering in the lamprey central nervous system, with special reference to visuo-motor mechanisms. Stockholm, Libris 1996  (ISBN 91-628-2259-4)